# Kamil Kopúnek
Kamil Kopúnek (* 18. Mai 1984 in Trnava) ist ein slowakischer ehemaliger Fußballspieler. Er wurde als Mittelfeldspieler bekannt.

## Karriere

### Vereinskarriere
Kopúnek begann seine Karriere bei seinem Heimatverein FC Spartak Trnava. Dort durchlief er die Jugend und wechselte 2002 in die Profimannschaft in der Corgoň liga. In den ersten Jahren kam er bereits regelmäßig zum Einsatz, bevor er ab der Saison 2004/05 zum Stammspieler im zentralen defensiven Mittelfeld von Spartak wurde. 2009 wurde er Kapitän des Teams. Kopúnek wurde 2010 zum Saturn Ramenskoje und 2011 zum AS Bari verliehen. Im August 2011 bekam er beim AS Bari einen Drei-Jahres-Vertrag.
Bereits im Januar 2012 wechselte er vor Ablauf seines Vertrages zurück in seine Heimat, zu Slovan Bratislava.

### Nationalspieler der Slowakei
Kamil Kopúnek spielte bereits für Jugendauswahlen der Slowakei und nahm 2003 an der U-20-Weltmeisterschaft teil. Am 1. März 2006 gab er sein Debüt in der A-Nationalmannschaft bei einem Freundschaftsspiel in Frankreich. Auch in den folgenden Jahren wurde er nur gelegentlich zu unbedeutenden Spielen eingeladen. Erst 2009 kam er auch in einem Qualifikationsspiel zur Fußball-Weltmeisterschaft 2010 in Südafrika zum Einsatz. Nachdem die Teilnahme zum ersten Mal in der Geschichte des Landes erreicht war, wurde er auch in das WM-Aufgebot der Slowakei als Ersatz für den auf seiner Position gesetzten Zdeno Štrba aufgenommen. Für ihn wurde er auch im dritten Vorrundenspiel in den Schlussminuten eingewechselt. Kurz nach seiner Einwechslung gelang ihm das dritte Tor für die Slowakei, das für die slowakische Nationalmannschaft den Sieg über Italien und damit auch den Einzug in die Finalrunde brachte. Im Achtelfinale kam er erneut als Einwechselspieler zu seinem zweiten WM-Einsatz. Der Mannschaft gelang es jedoch nicht mehr den Rückstand gegen die Niederlande wettzumachen und schied mit einem 1:2 aus.